# 渡辺橋駅
渡辺橋駅（わたなべばしえき）は、大阪市北区中之島三丁目にある、京阪電気鉄道中之島線の駅。駅番号はKH53。

## 歴史
- 2008年（平成20年）10月19日：開業。
- 2009年（平成21年）
  - 4月：3番出入口新設（中之島三井ビルディング前）[2]。
  - 5月7日：2番出入口新設（中之島ダイビル地下と直結）[3]。
- 2017年（平成29年）4月17日：13番出入口開設（中之島フェスティバルタワー・ウエストを経由して地下鉄肥後橋駅への連絡通路）[4]。

## 駅構造
島式ホーム1面2線を有する地下駅。改札口は地下2階、ホームは地下3階に位置する。駅出入口や改札口の外側は中之島線の各駅共通の特徴である不燃性木材とガラスで構成された壁面となっている。ホームの壁面は中之島の「未来」をイメージした金属材を使用している。
地下1階には飲食店が中心のエキナカ地下街である「MINAMO（ミナモ）」がある。かつてここにはアンスリーとサブウェイのコラボレーション店舗が存在していた。大江橋駅に設置されているものと同様の形態だったが、両駅のサブウェイは開業から半年足らずで閉店した。
地下鉄四つ橋線の肥後橋駅（4号出入口）と中之島地下街を経由してつながっており、中之島線の駅では唯一他の鉄道駅と地下通路のみを介しての乗り換えができる。2009年2月19日の終電を最後に、新朝日ビルディングの解体に伴い、肥後橋駅との連絡通路は閉鎖されていたが、中之島フェスティバルタワー東棟竣工直前の2012年11月1日、3年8か月ぶりに再び通行可能となった。しかし、肥後橋駅4号出入口はバリアフリー化工事のため2015年5月3日から2017年4月16日まで閉鎖され、期間中は肥後橋駅に行くには一旦地上に出る必要があった。

### のりば
| 番線 | 路線      | 方向 | 行先                   |
| ---- | --------- | ---- | ---------------------- |
| 1    | ■中之島線 | 上り | 京橋・三条・出町柳方面 |
| 2    | ■中之島線 | 下り | 中之島方面             |

2番線の列車は次の中之島駅が終着となるが、自動放送は北浜駅や神宮丸太町駅のような「電車が到着します、ご注意ください」という簡易な放送にはなっておらず、1番線と同様に詳細放送のフォーマットになっており、停車駅の部分は「次の中之島までです。」と放送される。

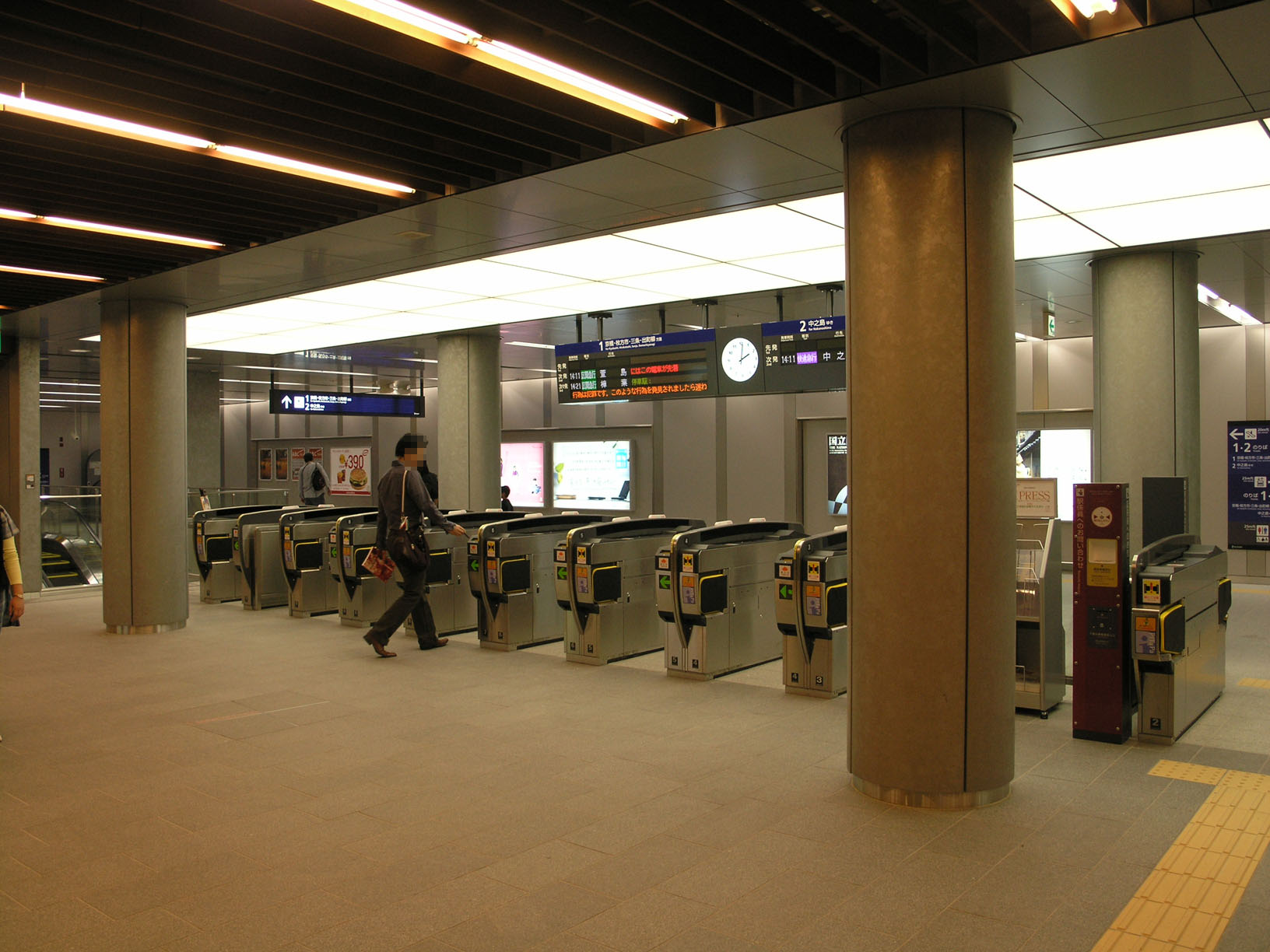
改札口（2008年10月）
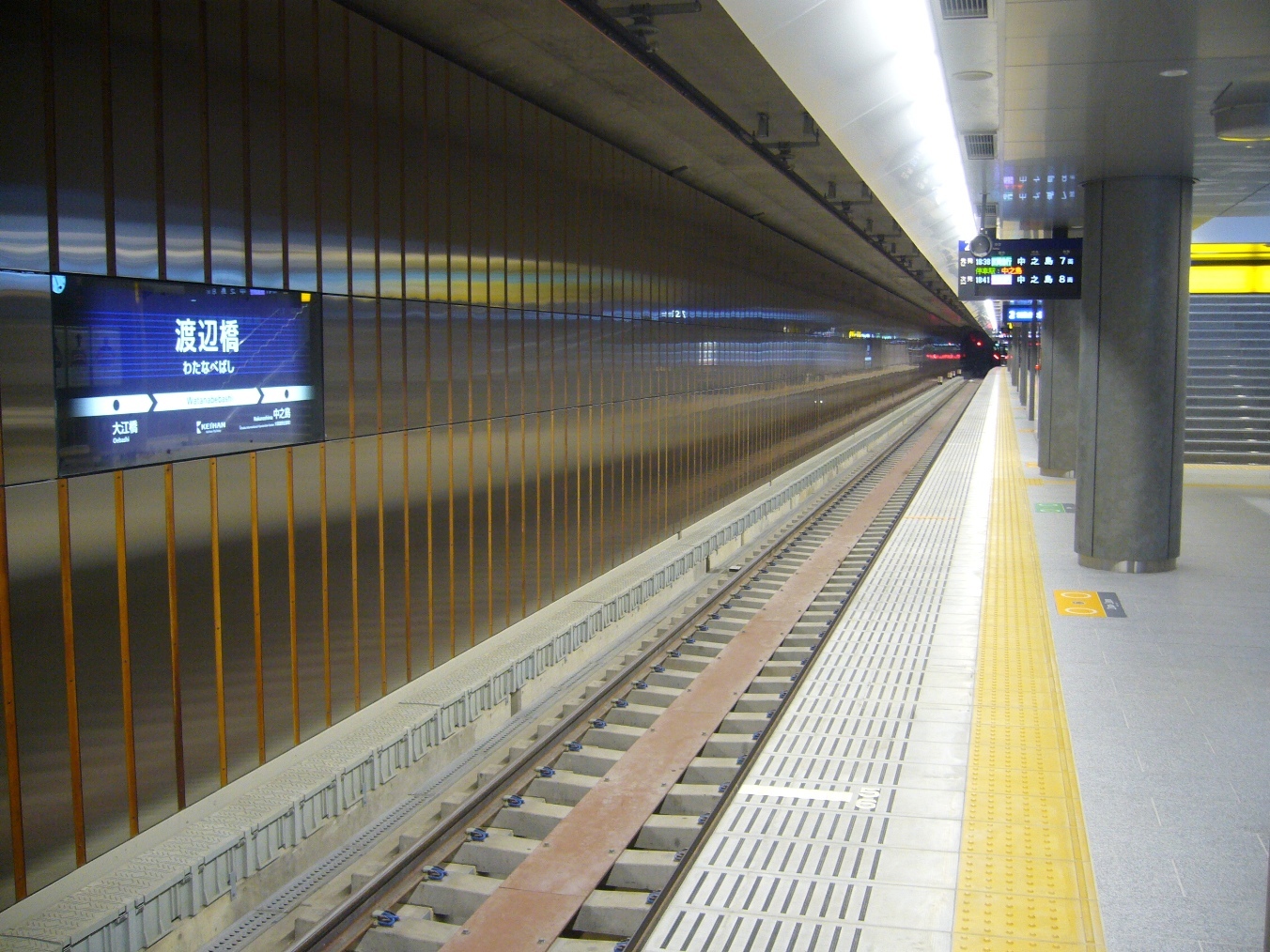
ホーム（2008年10月）

## 利用状況
2023年（令和5年）度のある特定日における1日乗降人員は9,152人（乗車人員：4,111人、降車人員：5,041人）である。
駅開業後の特定日における乗降・乗車人員は下表のとおりである。
| 年度   | 特定日   | 特定日   | 特定日   | 1日平均 乗車人員 | 出典   |
| 年度   | 調査日   | 乗降人員 | 乗車人員 | 1日平均 乗車人員 | 出典   |
| ------ | -------- | -------- | -------- | ---------------- | ------ |
| 2008年 | 11月11日 | 7,304    | 3,473    | 3,537            | [ 9 ]  |
| 2009年 | 11月10日 | 8,373    | 4,009    | 3,492            | [ 10 ] |
| 2010年 | 11月09日 | 8,902    | 4,228    | 4,107            | [ 11 ] |
| 2011年 | 11月01日 | 8,988    | 4,162    | 4,286            | [ 12 ] |
| 2012年 | 10月31日 | 8,963    | 4,106    | 4,266            | [ 13 ] |
| 2013年 | 11月12日 | 9,493    | 4,381    | 4,283            | [ 14 ] |
| 2014年 | 11月11日 | 9,878    | 4,630    | 4,625            | [ 15 ] |
| 2015年 | 11月10日 | 10,025   | 4,616    | 4,855            | [ 16 ] |
| 2016年 | 11月08日 | 10,488   | 5,029    | 4,881            | [ 17 ] |
| 2017年 | 11月07日 | 11,014   | 5,004    | 5,533            | [ 18 ] |
| 2018年 | 11月06日 | 10,868   | 4,818    | 5,293            | [ 19 ] |
| 2019年 | 11月12日 | 11,594   | 5,191    |                  | [ 20 ] |
| 2020年 |          | 8,833    | 3,987    |                  | [ 21 ] |
| 2021年 |          | 7,912    | 3,578    |                  | [ 22 ] |
| 2022年 |          | 8,200    | 3,728    |                  | [ 23 ] |
| 2023年 |          | 9,152    | 4,111    |                  | [ 24 ] |

## 駅周辺

### 鉄道
- Osaka Metro四つ橋線
  - 肥後橋駅 - 中之島地下街経由の連絡通路で直結[25]。
- 堂島地下センター経由で以下の駅にも連絡
  - 地下鉄四つ橋線 西梅田駅・JR東西線 北新地駅
  - 阪神本線 大阪梅田駅
  - JR西日本 大阪駅（桜橋口）

なお、京阪とJR東西線・学研都市線との乗り換えは京橋駅の方が便利である。

### バス路線
大阪シティバスの「渡辺橋」停留所が設置されている。
- 53号系統：大阪駅前 行／船津橋 行
- 8・62・75・88号系統：大阪駅前 行

北港観光バス
- 中之島ループバス

### 主要施設
北区 中之島二丁目
- 中之島フェスティバルタワー東棟（2012年11月6日竣工、同年11月28日開業、39階、高さ200 m）
  - 2009年に新朝日ビルディングが解体され、上記のフェスティバルタワー東棟に建て替え。当駅と直結。
  - 朝日新聞大阪本社
  - フェスティバルホール
  - 中之島郵便局
- 大阪三井物産ビル

北区 中之島三丁目（渡辺橋駅直近）
- 中之島フェスティバルタワー西棟（2017年4月17日開業、42階、高さ200m）
- 中之島地下街
  - 中之島フェスティバルタワー東棟の商業ゾーン「フェスティバルプラザ」の一部、2012年11月28日にオープン。
- 中之島三井ビルディング
- 関西電力本店（関電ビルディング）
- ダイビル本館（2013年春竣工、26階、高さ120m）
- 中之島ダイビル
  - 中之島ダイビル内郵便局
- 住友中之島ビル
  - ユニ・チャーム近畿支店

北区 中之島四丁目
- 国立国際美術館
- 大阪市立科学館
- 大阪大学中之島センター
- 大阪中之島美術館

北区 堂島浜一丁目
- アクア堂島
- クラブ関西
- ANAクラウンプラザホテル大阪

北区 堂島浜二丁目
- モンシェール堂島本店
- サントリーホールディングス本社
- 堂島ホテル（解体済み）
- 古河大阪ビル（解体）
- 東洋紡本社

北区 堂島一丁目
- 堂島地下センター：C93出入口まで徒歩3分[26]
- ホテルエルセラーン大阪
- 堂島アバンザ
  - ジュンク堂書店大阪本店
  - 堂島アバンザ内郵便局

北区 堂島二丁目
- 電通大阪ビル（解体済み）
- 京阪堂島ビル
- 近鉄堂島ビル
- 新藤田ビル
- 中日新聞社大阪支社
  - 三重テレビ放送大阪支社

北区 堂島三丁目
- NTTテレパーク堂島
  - NSPIXP-3、JPIX、BBIX

福島区 福島一丁目
- 大阪中之島合同庁舎

西区 土佐堀一丁目
- アパホテル大阪肥後橋駅前

西区 江戸堀一丁目
- 日本ライトハウス情報文化センター
- 大同生命大阪本社ビル
- リーガプレイス肥後橋

### 地理・名所旧跡
- 堂島川
  - 渡辺橋、田蓑橋、玉江橋
- 土佐堀川
  - 錦橋、肥後橋、筑前橋、常安橋
- 中之島通
- 四つ橋筋

## その他
- 当駅の改札外コンコースには、関西カナダビジネスアソシエーションから寄贈された「イヌクシュク記念碑」が設置されている。
- 行楽シーズンや京都競馬場重賞レース開催時などに運転される臨時列車以外、特急や急行は当駅に入線しない。※京阪中之島線#運行形態も参照。

## 隣の駅
京阪電気鉄道
中之島線（中之島 - 京橋間は種別を問わず各駅に停車）
■通勤快急（平日下りのみ運転）・■快速急行（土休日は下りのみ運転）・■通勤準急（平日下りのみ運転）・■準急（土休日は下りのみ運転）・■区間急行・■普通
中之島駅 (KH54) - 渡辺橋駅 (KH53) - 大江橋駅 (KH52)
- 括弧内は副駅名と駅番号を示す。